# The Use of Ashes
| Recensione              | Giudizio        |
| ----------------------- | --------------- |
| AllMusic                | [ 1 ]           |
| Progarchives            | [ 2 ]           |
| Sputnikmusic            | 4.1 (Excellent) |
| Dizionario del Pop-Rock | [ 4 ]           |
| 24.000 dischi           | [ 5 ]           |

The Use of Ashes è il quarto album dei Pearls Before Swine, pubblicato dalla Reprise Records nell'agosto del 1970.

## Tracce

### LP
Lato A
Testi e musiche di Tom Rapp.
1. The Jeweler – 2:45
2. From the Movie of the Same Name – 2:20
3. Rocket Man (Basato da un racconto di Ray Bradbury) – 3:00
4. God Save the Child – 3:00
5. Song About a Rose – 2:18

Lato B
Testi e musiche di Tom Rapp.
1. Tell Me Why – 3:42
2. Margery – 2:57
3. The Old Man – 3:20
4. The Riegal – 3:05
5. When the War Began – 5:02

## Musicisti
- Tom Rapp - voce, chitarra
- Elisabeth (Elisabeth Rapp) - voce
- Charles McCoy - dobro, chitarra, basso, armonica
- Norbert Putnam - basso
- Kenneth Buttrey - batteria
- Buddy Spicher - violino, violoncello, viola
- Mac Gayden - chitarre
- David Briggs - pianoforte, clavicembalo
- John Duke - flauto, oboe
- Hutch Davie - tastiere
- Bill Pippin - flauto, oboe

Note aggiuntive
- Peter H. Edmiston - produttore
- Charles R. Rothschild - produttore esecutivo
- Registrazioni effettuate (3 giorni) nel marzo del 1970 al Woodland Studios di Nashville, Tennessee (Stati Uniti)
- Rick Horton - ingegnere delle registrazioni
- Brooks Arthur - ingegnere del mixaggio
- Ed Thrasher - art direction
- Ringraziamento speciale a: Jon Tooker
- Copertina frontale album originale tratta da un arazzo fiammingo dal titolo The Unicorn Is Killed to the Castle, conservato al Metropolitan Museum of Art, donato nel 1937 (dalla collezione di John D. Rockefeller Jr.)[7]